# The Spy: a Tale of the Neutral Ground

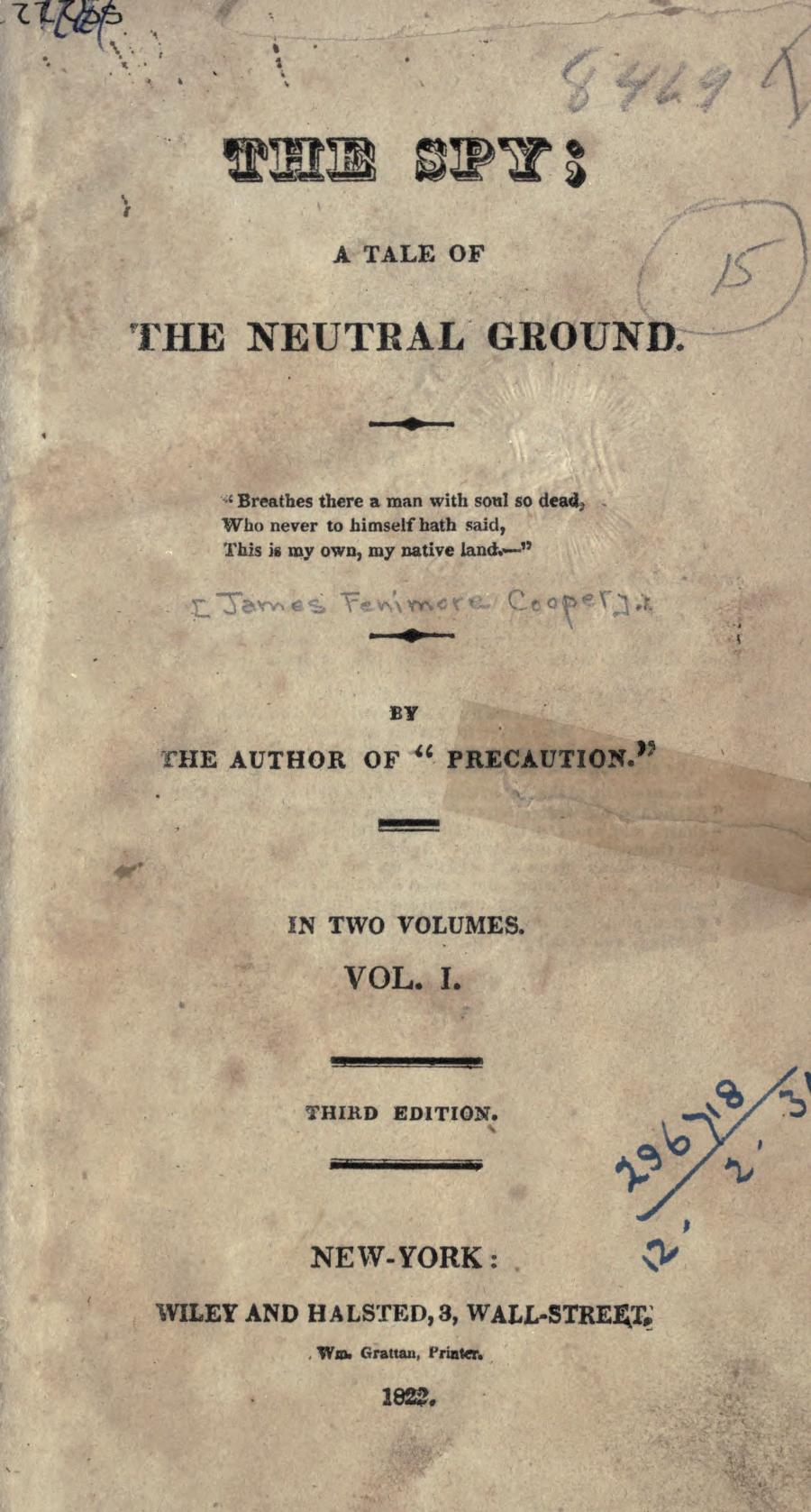
Titelseite der dritten Auflage, New York 1822

The Spy: a Tale of the Neutral Ground ist der Titel des zweiten Romans des amerikanischen Schriftstellers James Fenimore Cooper. Das 1821 bei Wiley & Halsted erschienene Werk gilt als der erste Roman der amerikanischen Literatur, der in den Vereinigten Staaten spielt und zugleich internationale Anerkennung erlangte.

## Inhalt

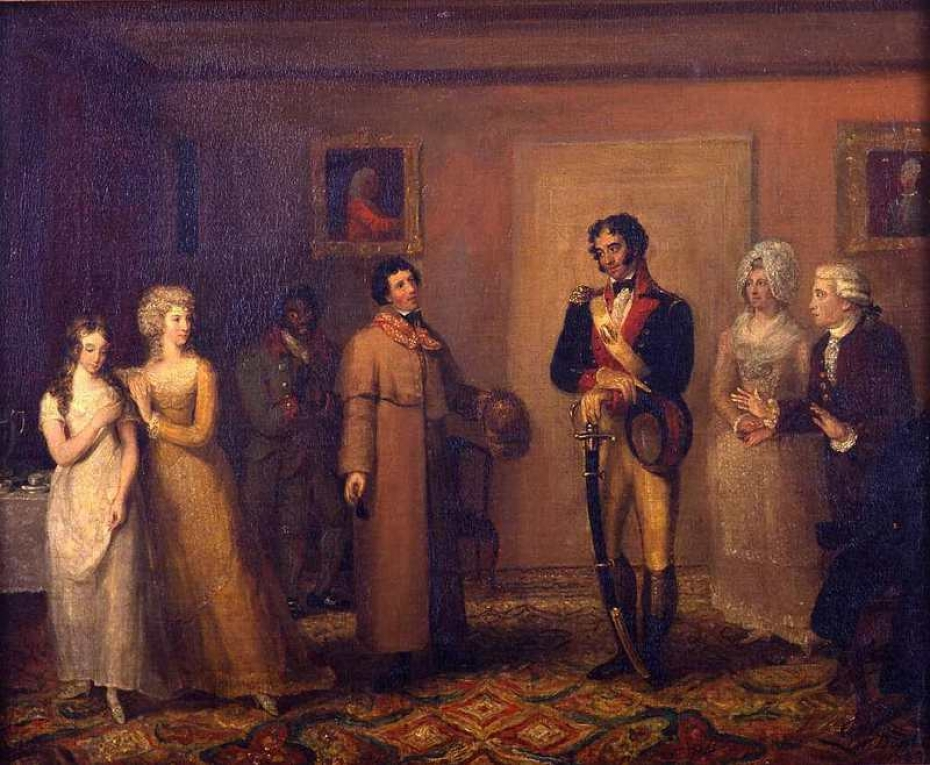
William Dunlap, Scene from James Fenimore Cooper’s “The Spy” (1823). Dunlap war ein Freund Coopers; das Gemälde zeigt die Szene, in der Henry Whartons Verkleidung von Captain Lawton durchschaut wird.

Während des Amerikanischen Unabhängigkeitskrieges hat sich Mr. Wharton mit seinen zwei Töchtern Sarah und Frances, der Schwester seiner verstorbenen Frau, Jeanette Peyton, sowie seinem schwarzen Diener Caesar Thompson von New York auf sein Landgut in Westchester County zurückgezogen. Das Landgut The Locusts liegt im Niemandsland (engl. Neutral Ground) zwischen den Frontlinien der britischen Armee im Süden und der von George Washington kommandierten Kontinentalarmee im Norden.
Während eines nächtlichen Sturms findet ein in Zivil gekleideter Fremder, der sich als „Mr. Harper“ vorstellt, Aufnahme bei den Whartons. Im Verlauf eines Gesprächs zwischen Harper und Mr. Wharton erscheint dessen in der britischen Armee dienender Sohn Henry, der sich in Sorge um seine Familie verkleidet durch die amerikanischen Linien geschlagen hat, aber von Harper als britischer Offizier erkannt wird. Darüber hinaus erscheint der Hausierer Harvey Birch, der unweit der Whartons gemeinsam mit seinem alten Vater und dessen Haushälterin lebt und von dem allgemein angenommen wird, dass er ein britischer Spion sei.

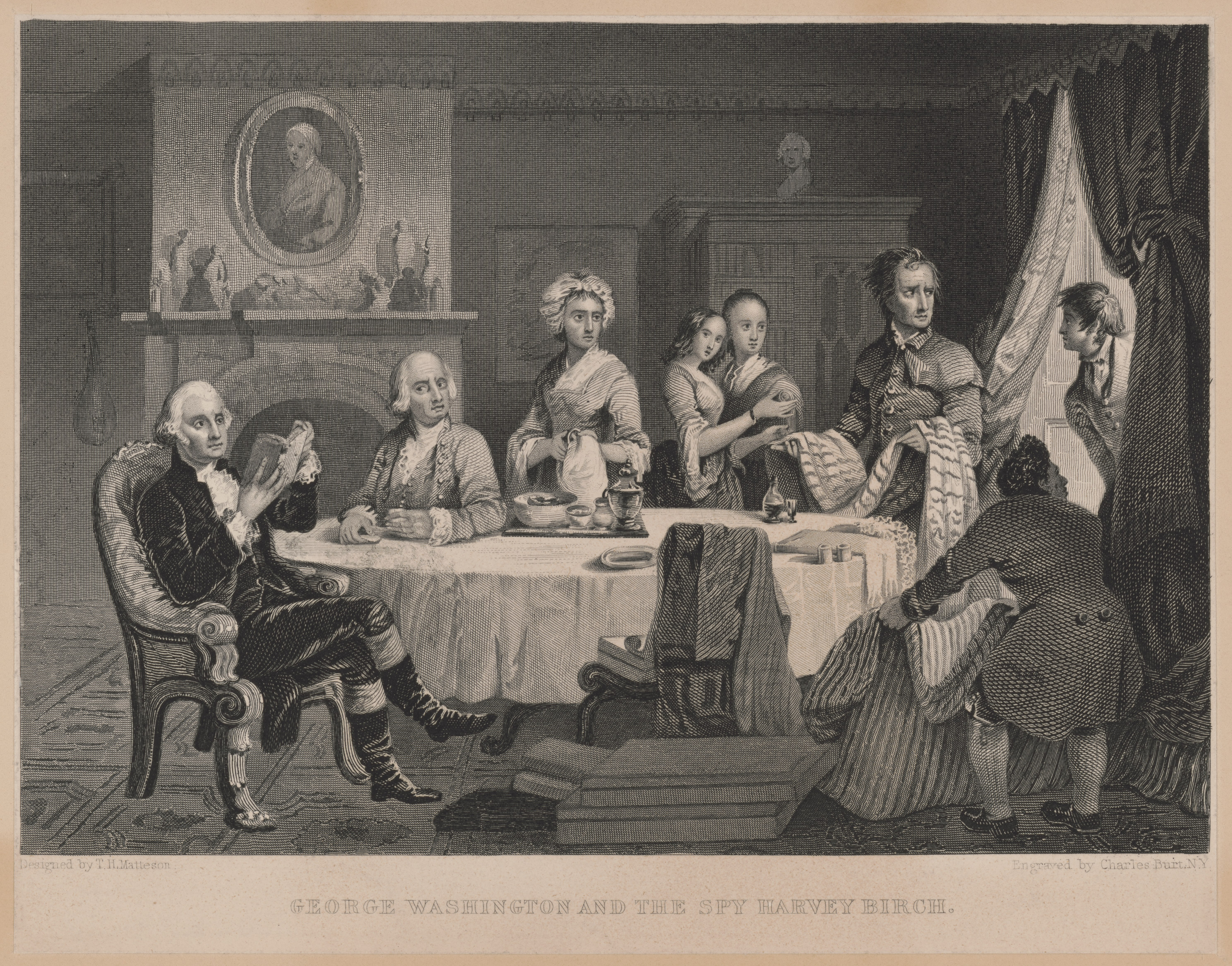
George Washington and the spy Harvey Birch. Stich von Charles Burt nach einer Vorlage von T. H. Matteson (zwischen 1840 und 1850)

Als sich das Wetter bessert, reist Harper weiter. Vor seiner Abreise bietet er jedoch Henry als Dank für die Gastfreundschaft der Whartons seine Hilfe an, sollte dieser jemals in Gefahr geraten. Nur kurze Zeit später erreicht eine Kavallerieeinheit der Kontinentalarmee unter dem Kommando von Captain Lawton das Landgut der Whartons. Lawton durchschaut Henrys Verkleidung und nimmt diesen als vermeintlichen britischen Spion fest. Aus Angst vor einer möglichen Verurteilung und Hinrichtung Henrys bittet dessen Schwester Frances Lawtons Vorgesetzten, Major Peyton Dunwoodie – einen Jugendfreund Henrys –, um die Freilassung ihres Bruders. Als Dunwoodie jedoch einen von General George Washington ausgestellten Passierschein bei Henry findet, fühlt er sich an seine Pflicht gebunden und widersetzt sich dem Drängen Frances’.
Als britische Truppen The Locusts erreichen, kann Henry die allgemeine Verwirrung ausnutzen und fliehen. Er warnt seinen Vorgesetzten Colonel Wellmere vor den von Major Dunwoodie geführten Amerikanern, dieser schlägt jedoch alle Warnungen in den Wind und zwingt einen Kampf herbei. Durch den mutigen Einsatz Captain Lawtons entscheiden die Amerikaner das Gefecht für sich und nehmen sowohl Henry als auch den im Kampf verletzten Colonel Wellmere gefangen. Als Lawton auch Harvey Birch, der das Gefecht von einem Hügel aus beobachtet hatte, gefangen nehmen will, fällt er von seinem Pferd, wird jedoch von Birch verschont.
In einer der folgenden Nächte wird Birch von einer Bande Gesetzloser im Haus seines Vaters gefangen genommen, das Anwesen in Brand gesteckt, und Birch als Spion der Briten an Captain Lawton ausgeliefert. Ein ihn selbst entlastendes Schreiben verschluckt Birch, um nicht die Identität seines geheimen Auftraggebers preiszugeben. Er wird ins Gefängnis gesteckt, kann aber noch in derselben Nacht in Frauenkleider gehüllt entkommen. Am nächsten Morgen warnt Birch den amerikanischen Major Dunwoodie vor etwaigen Gefahren, die auf die Whartons zukommen könnten.
In der Zwischenzeit hat Mr. Whartons ältere Tochter Sarah, die mit den Briten sympathisiert, dem verletzten britischen Colonel Wellmere ihre Einwilligung zur Hochzeit gegeben. Noch während der hastig arrangierten Zeremonie erscheint allerdings Harvey Birch und unterrichtet die Anwesenden, dass Wellmere in Wahrheit schon in seiner englischen Heimat verheiratet ist. Sarah erleidet daraufhin einen Schock und Wellmere flieht nach einem Duell mit Captain Lawton, mittels dessen Lawton Sarahs Ehre wiederherzustellen versucht. Kurz darauf wird The Locusts, das Landgut der Whartons, von der Bande Gesetzloser niedergebrannt, die auch schon das Haus der Birchs angesteckt hatten. Captain Lawton rettet Frances aus den Flammen und Harvey Birch deren Schwester Sarah. Aus Dank für seine eigene Verschonung im zurückliegenden Gefecht und die Rettung Sarahs lässt Lawton den vermeintlichen Spion Birch laufen, anstatt ihn zu verhaften.
Tage später erreicht die Familie Wharton mit einigen Habseligkeiten ein Truppenlager der Kontinentalarmee, wo Henry Wharton auf seinen Prozess und seine mögliche Hinrichtung wartet. Im Verlauf seiner Anhörung verweist Henry auf den Umstand, dass er sich allein aus Liebe zu seiner Familie und nicht etwa aus niederen Beweggründen durch die feindlichen Linien geschlichen habe. Aufgrund seiner Bekanntschaft zu Harvey Birch wird Henry jedoch trotzdem zum Tode durch den Strang verurteilt und die Hinrichtung auf den nächsten Tag angesetzt.
In der nun folgenden Nacht gelingt Henry mit Hilfe von Birch die Flucht. Frances vermutet ihren Bruder und Birch in einer nahegelegenen Berghütte, findet dort allerdings zu ihrer Überraschung zunächst nur Mr. Harper vor. Nachdem sie Harper alle Ereignisse geschildert hat, versichert Harper ihr, dass Henry nichts geschehen werde und schickt sie zurück ins Lager der amerikanischen Truppen. Wenig später erreicht Major Dunwoodie ein Schreiben von General Washington, in dem dieser Dunwoodie befiehlt, von einer Verfolgung Henrys abzusehen. Dieser erreicht mit Hilfe Birchs die Stadt New York und damit die Freiheit. Frances und Major Dunwoodie heiraten, ihre Freude wird jedoch von dem Tode Captain Lawtons überschattet, der im Kampf mit den Briten fällt.
Im September 1781 findet im Hauptquartier der Kontinentalarmee ein Treffen zwischen Birch und General Washington statt, bei dem klar wird, dass es sich bei dem geheimnisvollen „Mr. Harper“ um den Oberbefehlshaber der amerikanischen Truppen selbst handelte. Washington bietet Birch Geld für seine Dienste an, das dieser unter Hinweis auf sein Pflichtbewusstsein und seinen Patriotismus jedoch ablehnt. In vollem Bewusstsein, für den Rest seines Lebens als britischer Spion und Verräter an der amerikanischen Sache gebrandmarkt zu sein, verspricht Birch Washington Verschwiegenheit bis zu seinem Tode.
Zweiunddreißig Jahre später trifft Captain Wharton Dunwoodie, der Sohn von Major Peyton Dunwoodie und Frances, während des Britisch-Amerikanischen Krieges einen alten Hausierer, der ihn über britische Truppenbewegungen informiert. Als der Hausierer während eines Kampfes gegen die Briten stirbt, findet Captain Dunwoodie in dessen Kleidung einen Brief General Washingtons, in dem dieser Harvey Birch für seine treuen Dienste dankt und ihn als treuen und mutigen Patrioten lobt.

## Entstehungshintergrund: ein amerikanischer Roman
Noch während James Fenimore Cooper seinen ersten Roman Precaution im Jahr 1820 abschloss, begann er mit der Arbeit an The Spy. Während Precaution dem Muster englischer Gesellschaftsromane folgt und Jane Austens Spätwerk Persuasion imitiert, siedelte Cooper die Handlung von The Spy in Westchester County an, wo er seit 1817 mit seiner Familie lebte und das während des Amerikanischen Unabhängigkeitskrieges Schauplatz zahlreicher militärischer Auseinandersetzungen gewesen war. Bis zu diesem Zeitpunkt war die gängige Vorstellung, dass das Publikum allein durch romantische Charaktere und Schauplätze zu begeistern sei, wie sie die englischen Romane mit ihren auf Schlössern und Landsitzen lebenden adligen Romanhelden boten. Der englische Kleriker und Schriftsteller Sydney Smith hatte diese Auffassung in der Zeitschrift Edinburgh Review auf den Punkt gebracht, als er seine Leser fragte „Wer in aller Welt liest schon ein amerikanisches Buch?“ Alan Taylor weist in seiner Einleitung zu der 2019 in der Library of America erschienenen Neuausgabe von The Spy darauf hin, dass englische Romane zu jener Zeit beim amerikanischen Publikum deshalb höher im Kurs standen, weil sich die noch junge amerikanische Gesellschaft in ihrem eigenen Geschmack noch unsicher war und kulturell in ihrem Selbstverständnis als Kolonisten gefangen blieb. Cooper selbst bemerkte hierzu trocken, ein in einem Schloss begangener Mord sei interessanter als derjenige, der in einem Maisfeld begangen werde.
Für einen amerikanischen Autor gebe es mehrere Gründe, die Handlung eines Romans in seinem Heimatland anzusiedeln und noch mehr Gründe dagegen, schrieb Cooper in der Vorrede zur Erstausgabe von The Spy. Dafür spräche, dass der Leser mit einer neuen und unverbrauchten Szenerie konfrontiert werde. Auf diese Weise, so Cooper weiter, steige die Chance, dass der Roman in Europa Beachtung fände. Darüber hinaus sichere das Nationalgefühl des amerikanischen Publikums die Verkaufschancen in seinem Heimatmarkt. Und nicht zuletzt sei es für einen Autor einfacher, Schauplätze und Menschen zu beschreiben, die er aus eigener Anschauung kenne und nicht etwa nur als Reisender. Coopers Biograph James Grossman sieht in diesem Versuch einer Rechtfertigung die Angst des Autors, sein Werk könne beim Publikum durchfallen. Und tatsächlich war sich Cooper vor der Veröffentlichung des Werkes im Dezember 1821 bewusst, dass die Aufgabe, ein amerikanisches Publikum für amerikanische Umgangsformen und amerikanische Handlungsschauplätze zu interessieren, „beschwerlich“ sein würde, wie aus einem Brief an seinen Verleger hervorgeht.
Als der Roman zum Ende des Jahres 1821 schließlich bei Wiley & Halsted erschien, stellten sich Coopers Ängste als unbegründet heraus. Vom Publikum wurde The Spy sofort begeistert aufgenommen. Die amerikanischen Kritiker dagegen besprachen das Werk entweder milde wohlwollend oder zurückhaltend. Grossman führt dies auf die Unsicherheiten gegenüber dem Mutterland zurück. Als nunmehr selbstständige Nation wollte man zwar dem Einfluss der britischen Kultur entkommen, zugleich aber auch die etablierten Literaturkritiker in Großbritannien beeindrucken. Vor einer Beurteilung durch britische Rezensenten, so Grossman, habe man in Amerika gar nicht wissen können, ob der heimische Autor ein gutes Werk abgeliefert habe. Die Zurückhaltung der amerikanischen Rezensenten stellte sich als unbegründet heraus: trotz einiger Kritik an der Darstellung der Figur Colonel Wellmeres besprachen die britischen Rezensenten The Spy positiv und in der Folge erschienen Übersetzungen des Romans in Französisch, Deutsch, Spanisch, Italienisch, Russisch, Schwedisch, Dänisch und Niederländisch. Dies machte Coopers The Spy zum ersten Roman der amerikanischen Literatur, der in den Vereinigten Staaten spielt und zugleich internationale Anerkennung erlangte.